# Dusa McDuff
Dusa McDuff, FRS (Londres, 18 de outubro de 1945) é uma matemática inglesa. Trabalha com geometria simplética.
Recebeu o primeiro Prêmio Ruth Lyttle Satter de Matemática em 1991 e apresentou a Noether Lecture de 1998. Foi eleita membro da Royal Society em 1994.
Recebeu o Prêmio Berwick Sênior de 2010 da London Mathematical Society.